# 莫桑比克岛
莫桑比克岛（葡萄牙語：Ilha de Moçambique），位于莫桑比克北部，莫桑比克海峡与莫苏里尔湾之间。本岛属楠普拉省，人口约14,000人。历史上，岛上的莫桑比克城是葡萄牙人前往印度的重要中转站
。1991年列入联合国教科文组织世界遗产名录。

## 圖集

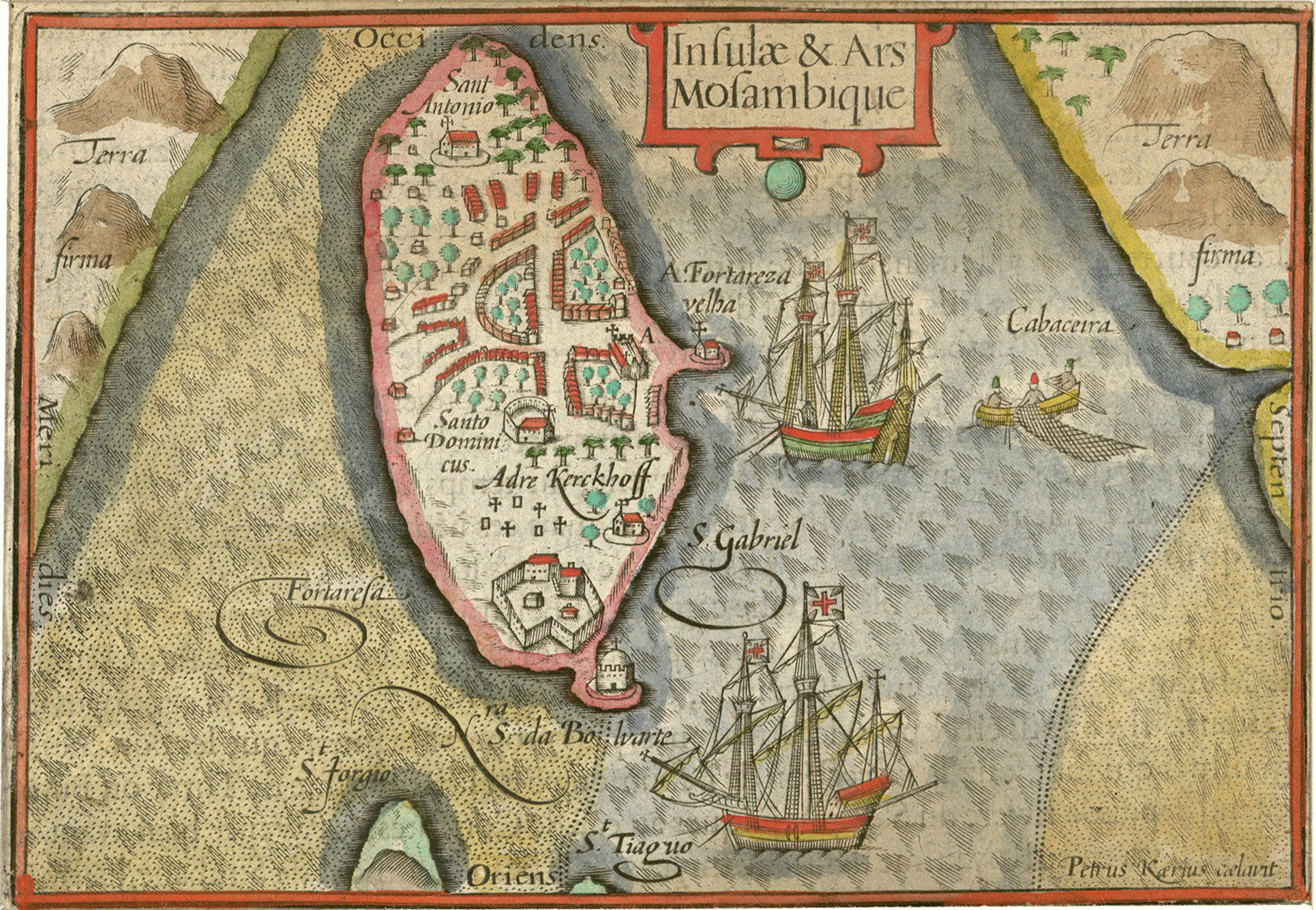
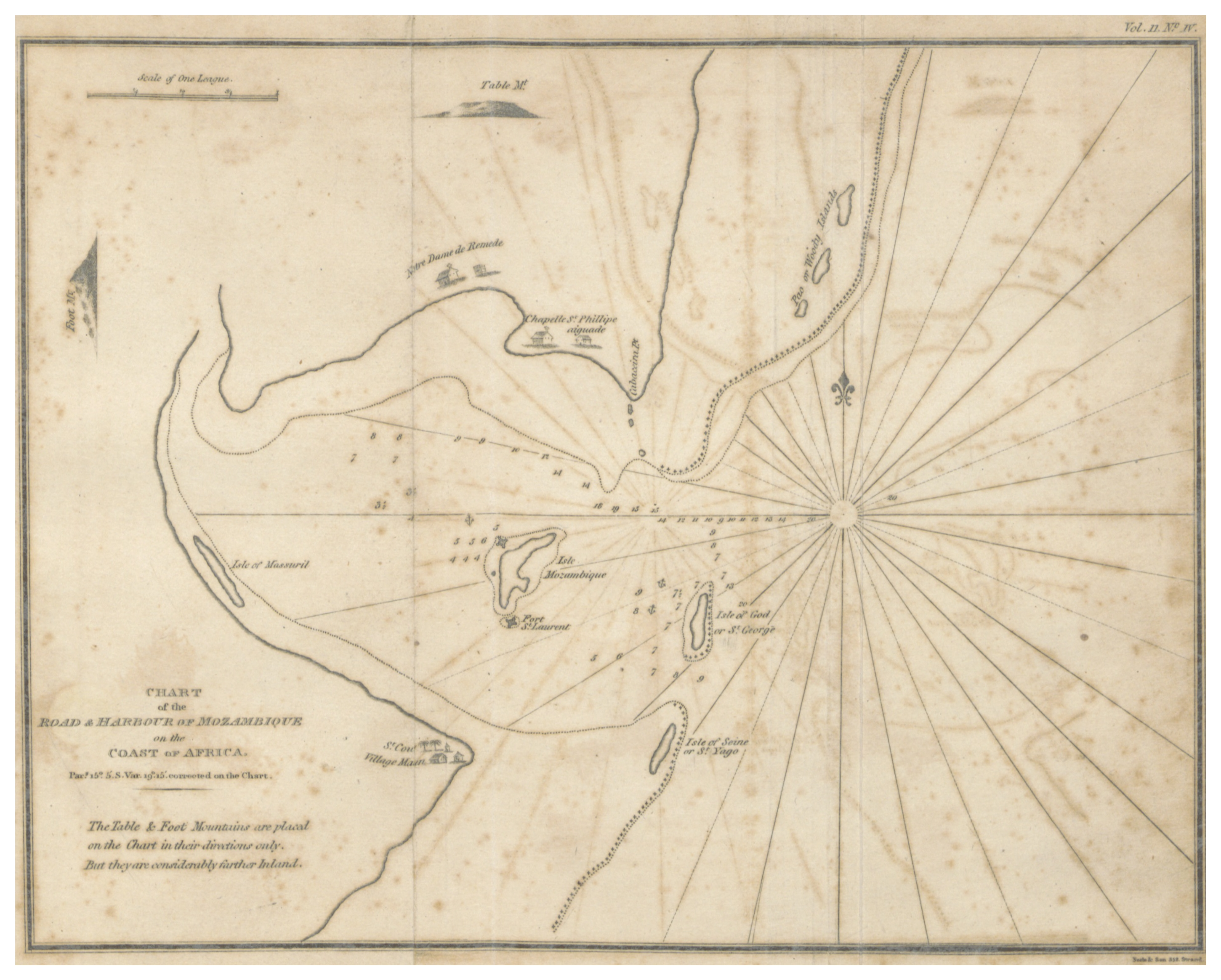
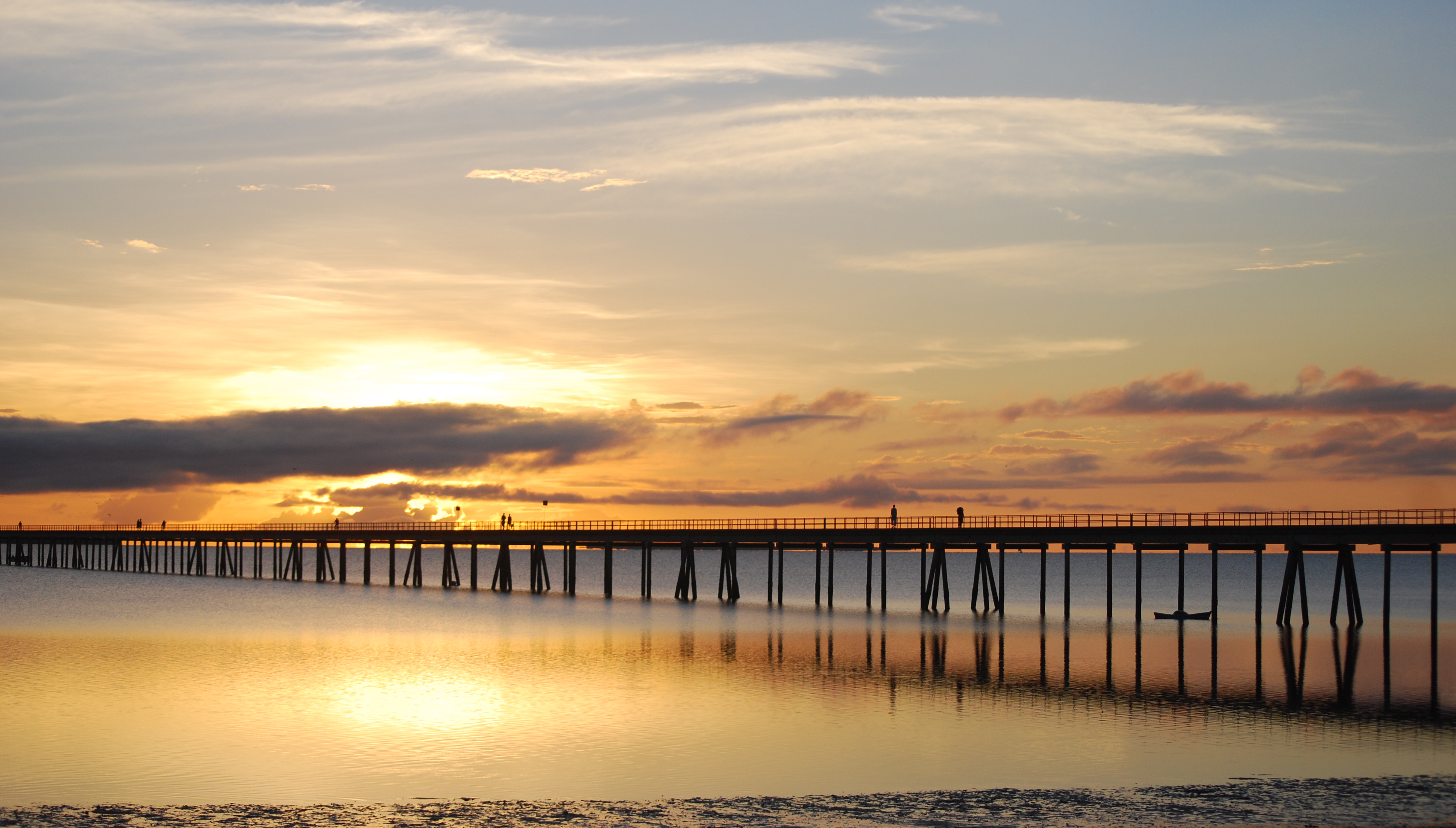
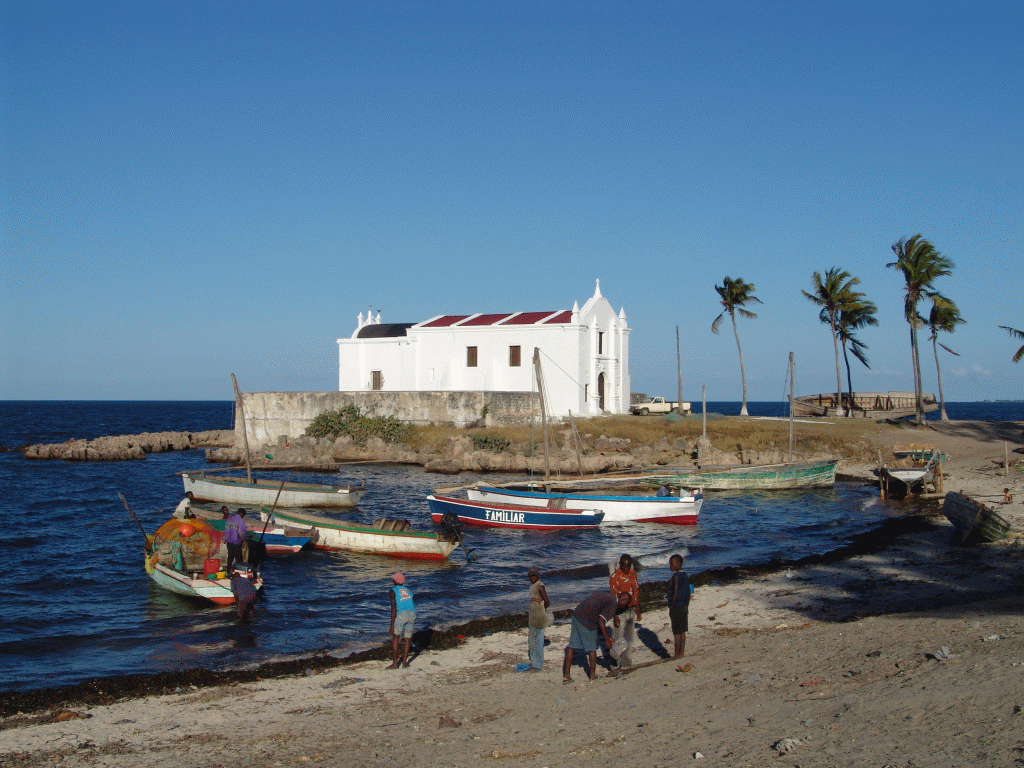
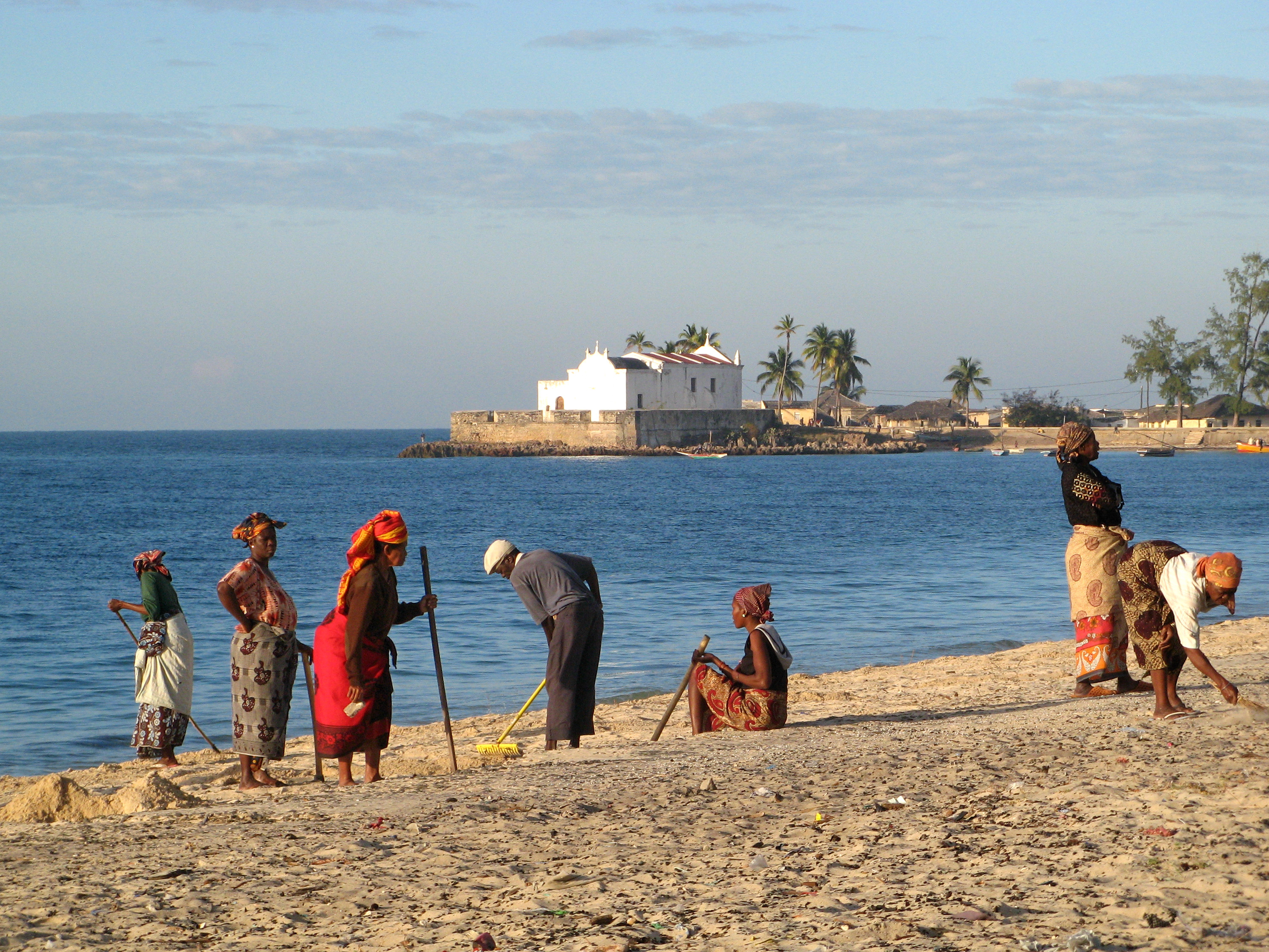
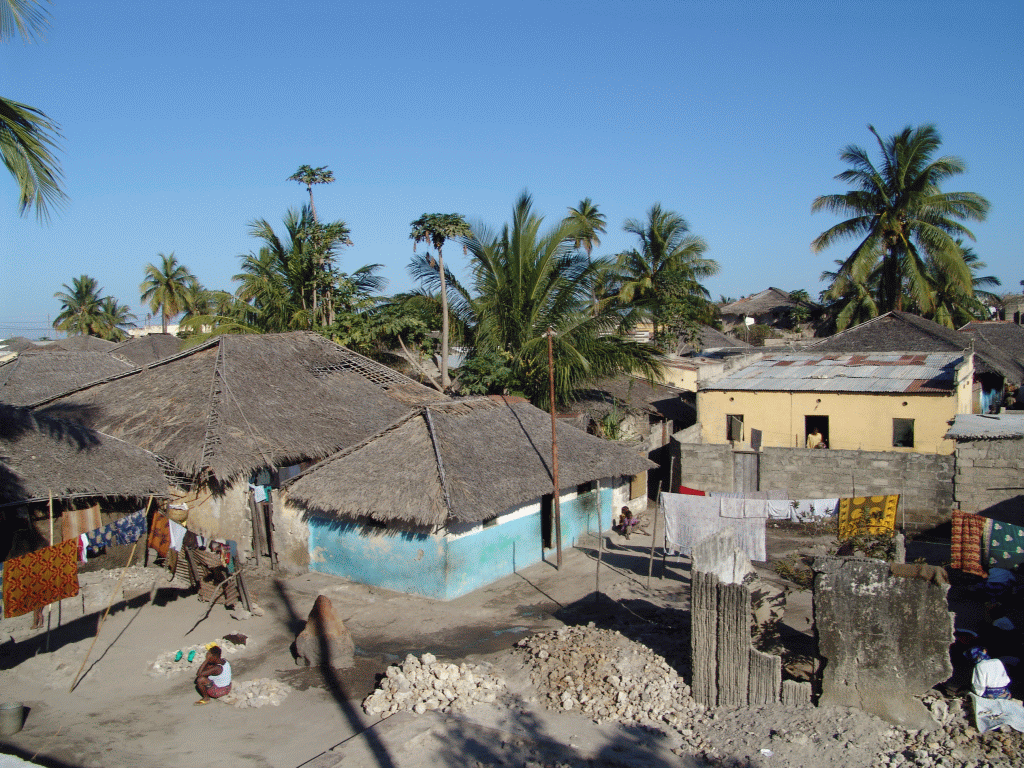
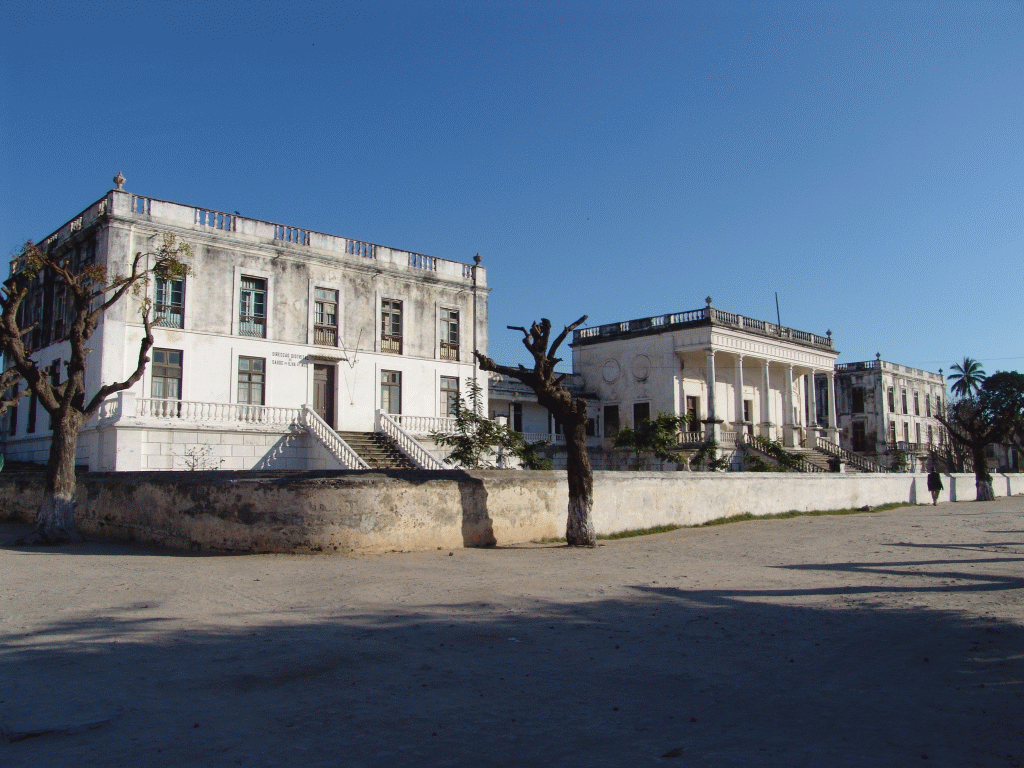
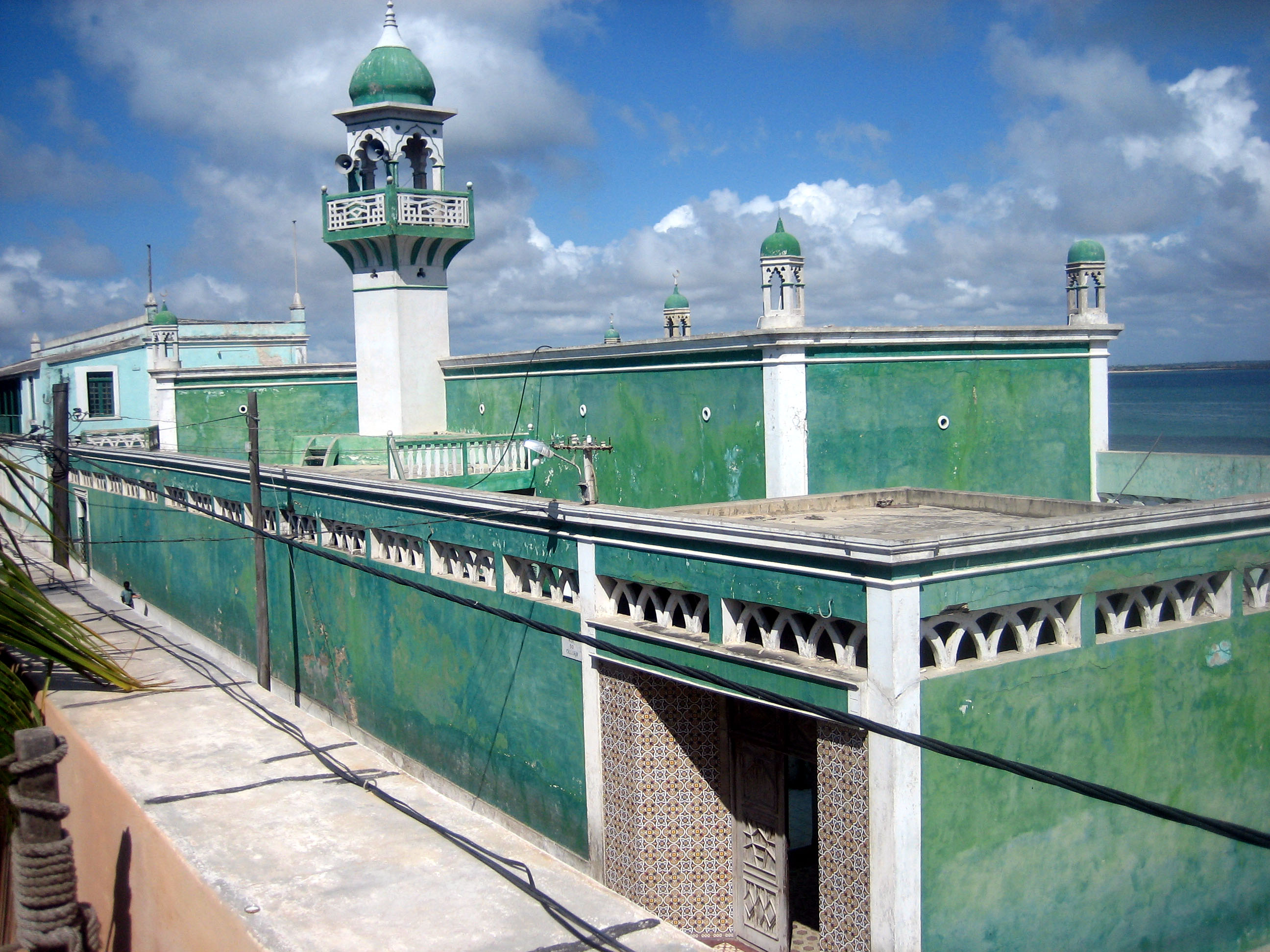
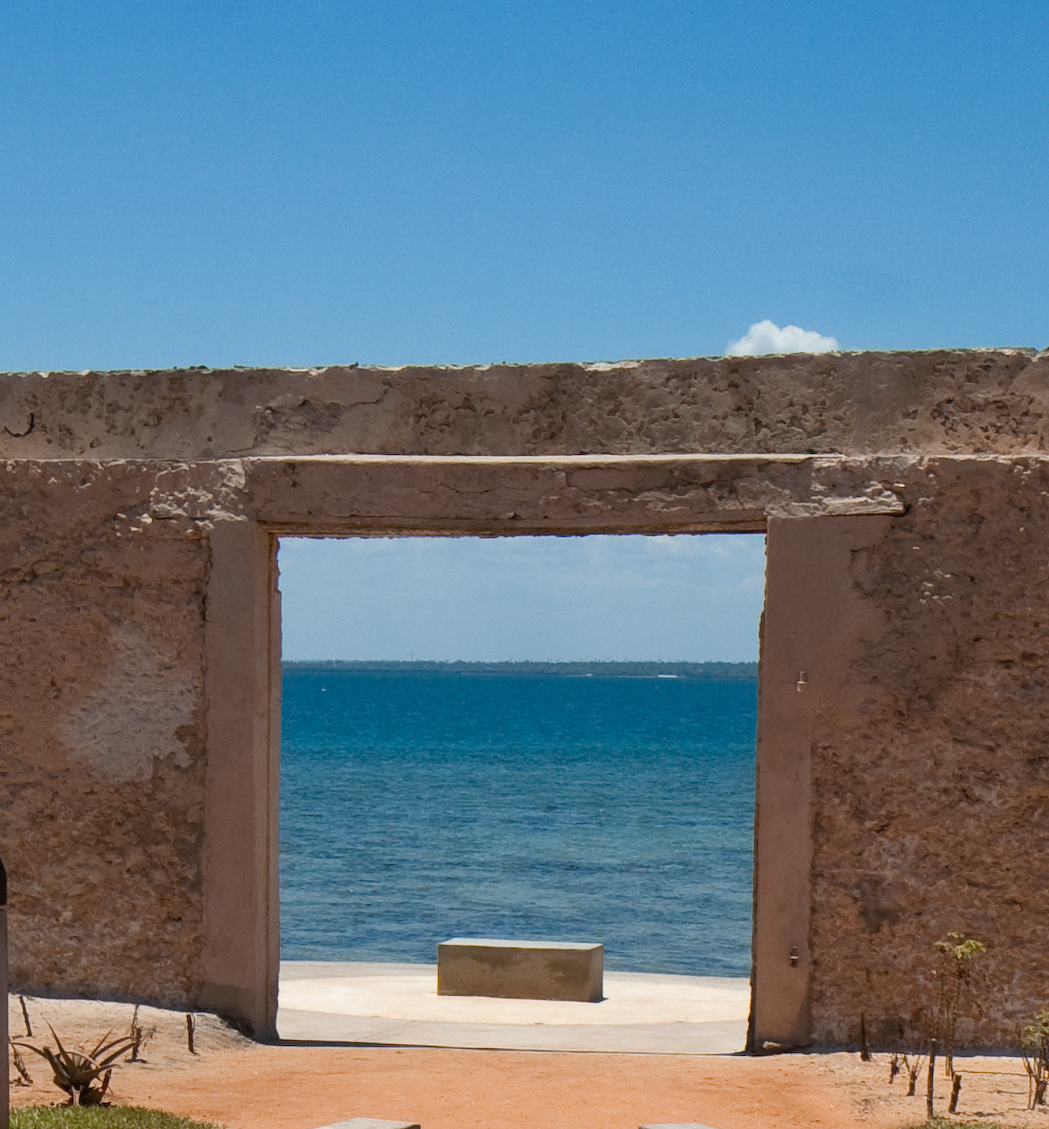
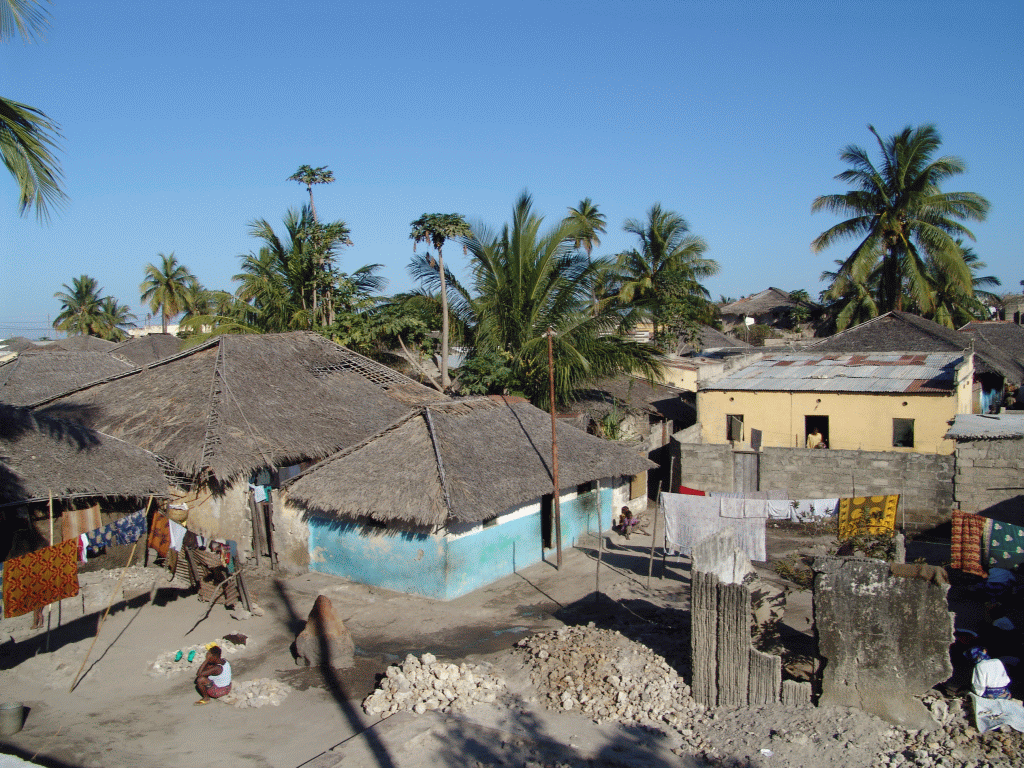
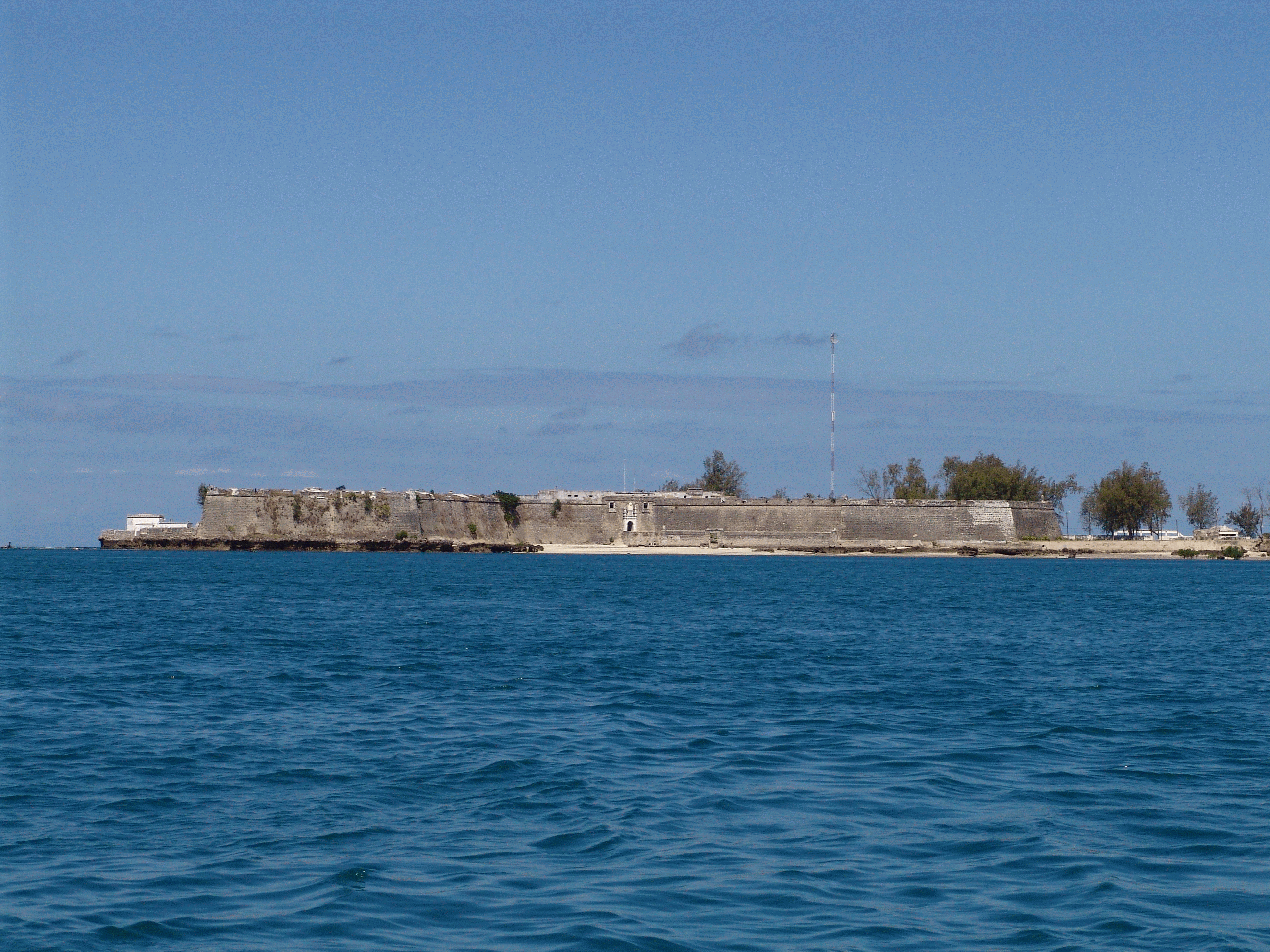
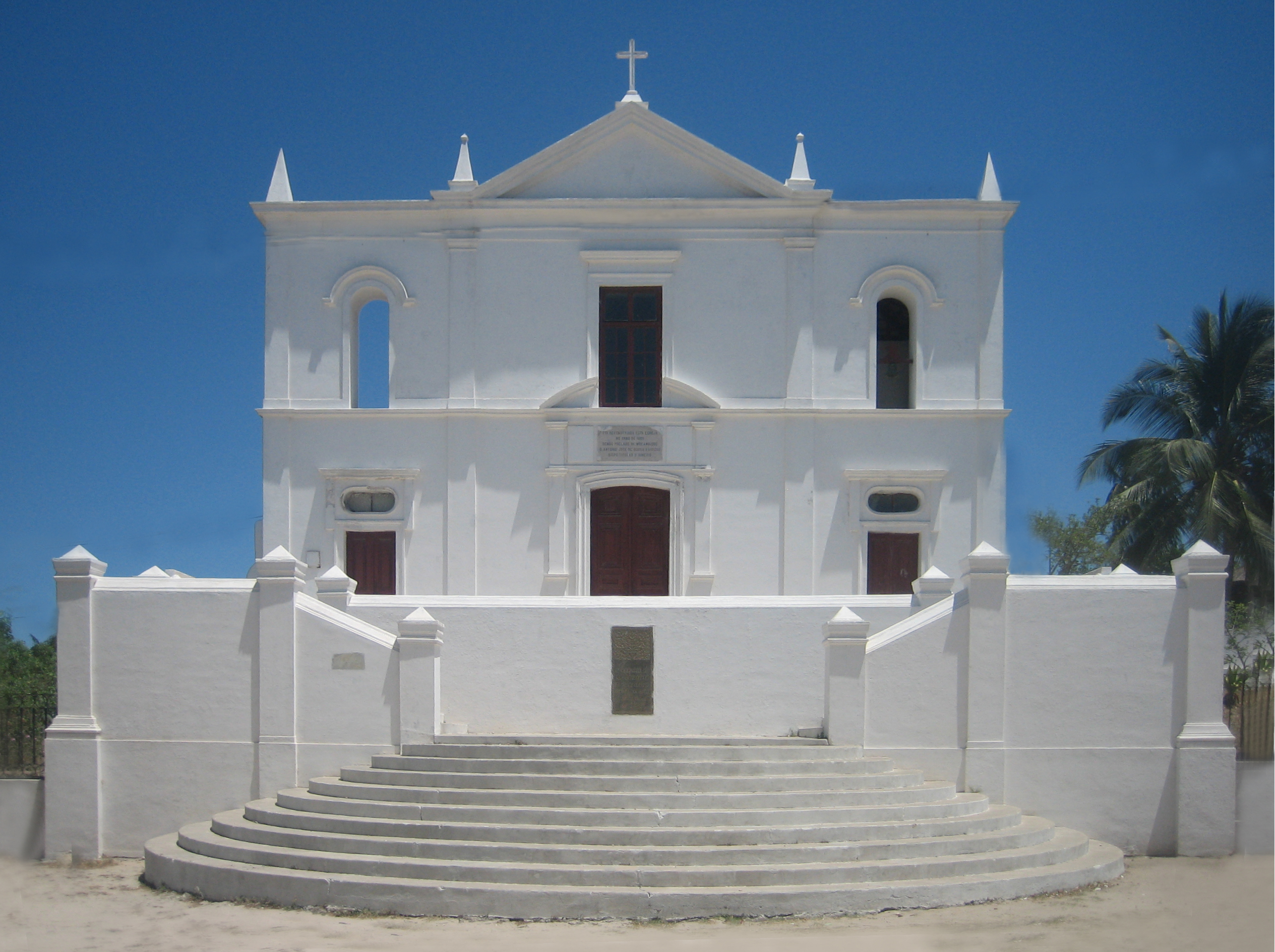
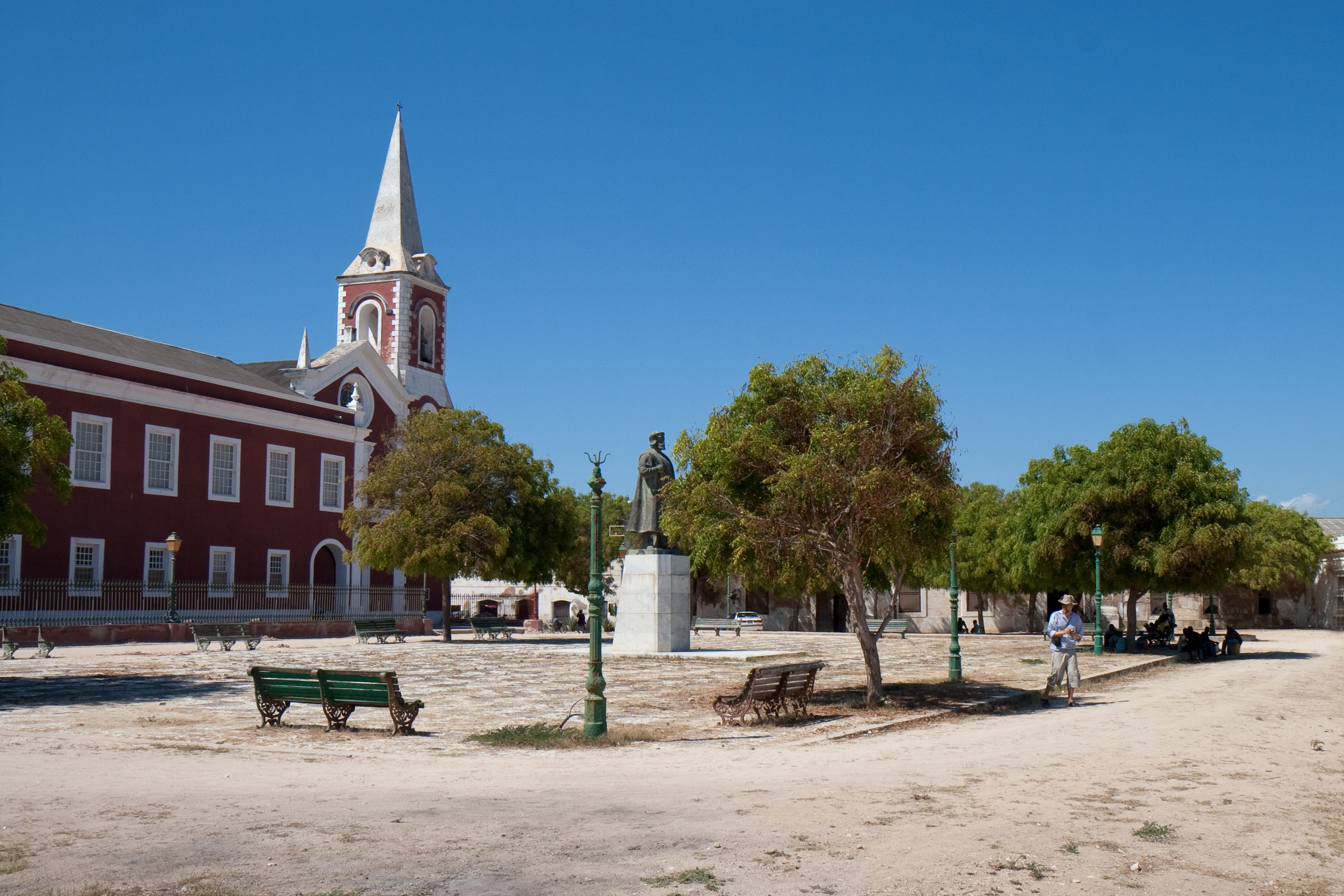
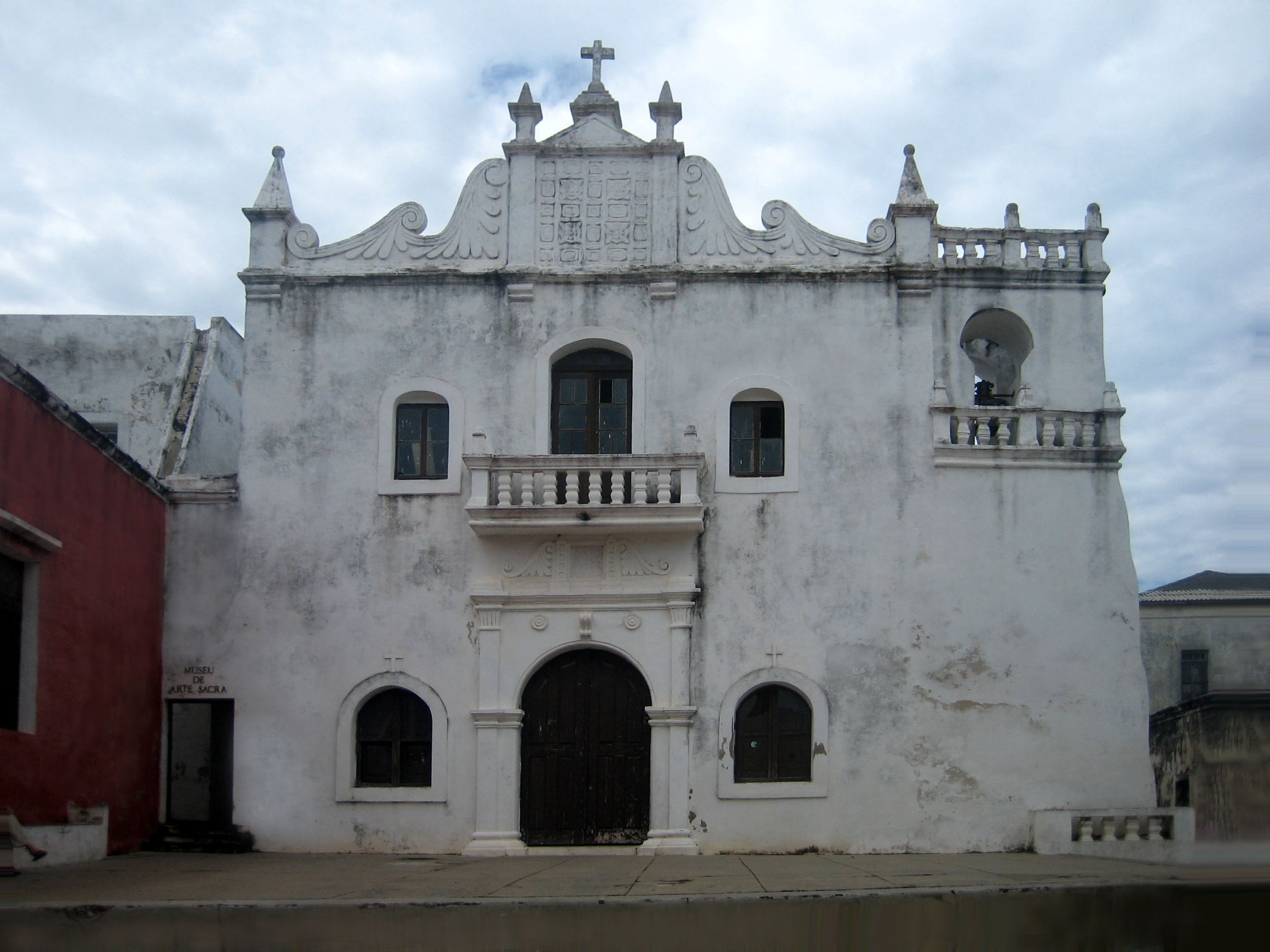
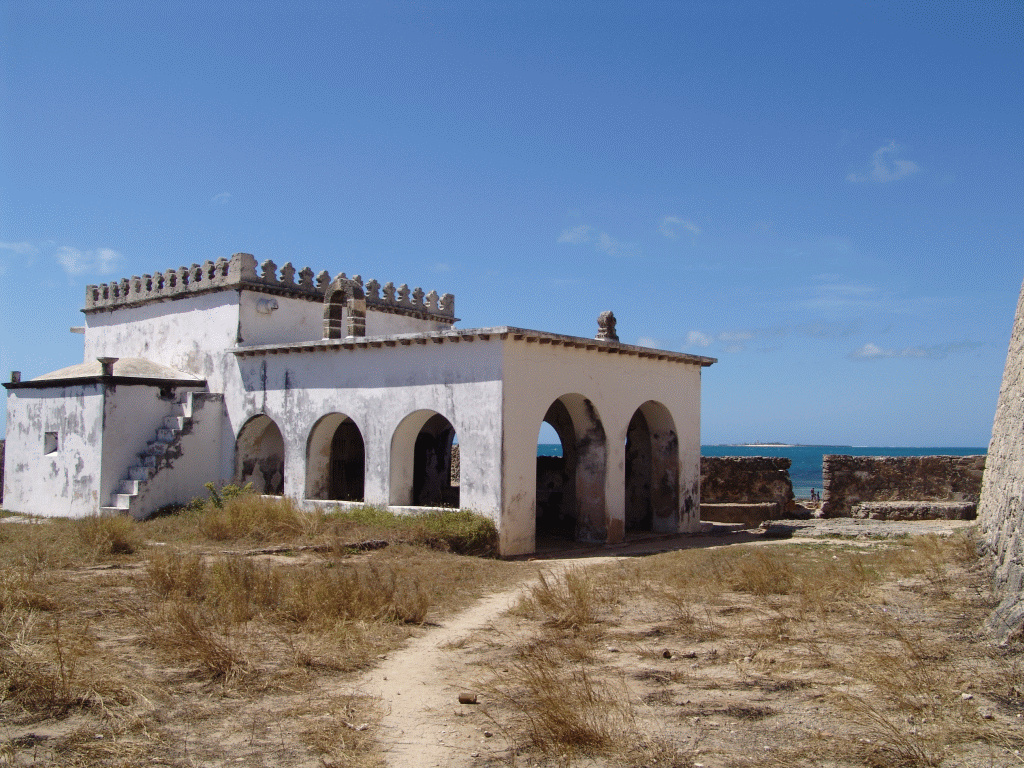

## 登录基准
该世界遗产被认为满足世界遺產登錄基準中的以下基準而予以登錄：
- （iv）关于呈现人类历史重要阶段的建筑类型，或者建筑及技术的组合，或者景观上的卓越典范。
- （vi）具有显著普遍价值的事件、活的传统、理念、信仰、艺术及文学作品，有直接或实质的连结（世界遗产委员会认为该基准应最好与其他基准共同使用）。